# Бендер-Аббас
Бенде́р-Абба́с, або Бандар-Аббас (перс. بندر عباس) — місто на Півдні Ірану, столиця іранської провінції Хормозган, порт на узбережжі Ормузької протоки.
У минулому відоме як Гомбрун. Населення — 352 200 осіб (2005).
Головна база іранського військово-морського флоту.
Порт, торговий, сільськогосподарський центр. Освітній центр. Рибальство, консервний завод, прядильна фабрика, завод штучного льоду.

## Клімат
Місто знаходиться у перехідній між середземноморським та тропічним кліматом степової зони, що характеризується посушливим кліматом. Найтепліший місяць — липень з середньою температурою 34.4 °C (94 °F). Найхолодніший місяць — січень, з середньою температурою 17.2 °С (63 °F).
| Клімат Бендер-Аббаса    | Клімат Бендер-Аббаса | Клімат Бендер-Аббаса | Клімат Бендер-Аббаса | Клімат Бендер-Аббаса | Клімат Бендер-Аббаса | Клімат Бендер-Аббаса | Клімат Бендер-Аббаса | Клімат Бендер-Аббаса | Клімат Бендер-Аббаса | Клімат Бендер-Аббаса | Клімат Бендер-Аббаса | Клімат Бендер-Аббаса | Клімат Бендер-Аббаса |
| Показник                | Січ.                 | Лют.                 | Бер.                 | Квіт.                | Трав.                | Черв.                | Лип.                 | Серп.                | Вер.                 | Жовт.                | Лист.                | Груд.                | Рік                  |
| Абсолютний максимум, °C | 29                   | 32                   | 37                   | 40                   | 45                   | 46                   | 46                   | 43                   | 43                   | 40                   | 37                   | 31                   | 46                   |
| Середній максимум, °C   | 20                   | 22                   | 26                   | 30                   | 34                   | 37                   | 36                   | 36                   | 35                   | 33                   | 28                   | 23                   | 30                   |
| Середня температура, °C | 17                   | 19                   | 22                   | 26                   | 31                   | 33                   | 34                   | 33                   | 32                   | 29                   | 25                   | 20                   | 27                   |
| Середній мінімум, °C    | 13                   | 16                   | 19                   | 23                   | 27                   | 30                   | 31                   | 31                   | 29                   | 26                   | 20                   | 16                   | 23                   |
| Абсолютний мінімум, °C  | −2                   | 2                    | 6                    | 13                   | 16                   | 19                   | 27                   | 26                   | 21                   | 13                   | 5                    | 5                    | −2                   |
| ----------------------- | -------------------- | -------------------- | -------------------- | -------------------- | -------------------- | -------------------- | -------------------- | -------------------- | -------------------- | -------------------- | -------------------- | -------------------- | -------------------- |
| Джерело: Weatherbase    |                      |                      |                      |                      |                      |                      |                      |                      |                      |                      |                      |                      |                      |